# ديزر
ديزر (بالإنجليزية: deezer) وهي منصة إلكترونية تقدم خدمة بث الموسيقى. وتتيح للمستخدمين الاستماع إلى الموسيقى من شركات إنتاج موسيقية، مثل: سوني للترفيه الموسيقي، ومجموعة يونيفرسال ميوزيك، ووارنر ميوزيك على مختلف الأجهزة سواء باستخدام الإنترنت أو من دون اتصال. تم إنشاء المنصّة في باريس، فرنسا، لدى دييزر حاليا 56 مليون ملف صوتي في المكتبة، مع أكثر من 60,000 قناة راديو، و18 مليون مستخدم نشط شهريا، منهم 7 ملايين مشترك اشتراك مدفوع منذ 3 أبريل 2020. الخدمة متاحة على شبكة الإنترنت، ونظام اندرويد، ونظام آي أو اس، وويندوز موبايل، ونظام التشغيل بلاك بيري، وويندوز، وماك.

## التاريخ
في عام 2006، قام دانيال مارلي بتطوير النسخة الأولى من دييزر، وتواصل مع بلوج ميوزك في باريس. وقدّم لهم فكرة بث موسيقى وأغاني بشكل غير محدود لعشاق
الموسيقى من خلال البث التقني.

أول شعار لـ دييزر

تم اتهام الموقع الأصلي بالتعدي على حقوق المؤلف من قبل وكالة SACEM الفرنسيّة، وتم إغلاق دييزر في نيسان / أبريل 2007، وتم إعادة إطلاق دييزر في آب / أغسطس 2007، بعد أن توصلت إلى اتفاق مع SACEM وهو أن يتم دفع مقابل مادي إلى أصحاب الحقوق من خلال إيرادات الإعلانات على الموقع ومن خلال إعطاء المستخدمين القدرة على تحميل الأغاني على دييزر من أي تيونز، مع حصول دييزر على عمولة من كل عملية شراء.

### الإطلاق
في وقت إطلاقه في عام 2007، لم تتفاوض دييزر على اتفاقات مع كبرى شركات الموسيقى، وبالتالي كانت الأغاني المعروضة محدودة. وبعد أكثر من عامين وقعت دييزر عدة اتفاقيات مع أكبر أربع شركات مختلفة، وكذلك شركات أصغر منها، ولكن بحلول عام 2011 ووصلت الحقوق التي تمتلكها دييزر إلى حوالي ثمانية ملايين أغنية. خلال آب / أغسطس 2007، الشهر الأول من التشغيل، حصل موقع دييزر على 773,000 زائر إلى الموقع، مع معدل زيارة متزايد بشكل كبير في السنوات القليلة التي تليها، ووصل عدد المستخدمين إلى 2.75 مليون مستخدم في أيار / مايو 2008، وزاد العدد إلى سبعة ملايين مستخدم بحلول كانون الأول / ديسمبر 2009.
على الرغم من الزيارات، دخلت دييزر في مشاكل ماليّة خلال النصف الأول من عام 2008، حيث أن إيرادات الشركة التي وصلت 875,000 يورو لا تكفي لتغطية رسوم الترخيص. في تموز / يوليه 2008، بدأت الشركة تشغيل الإعلانات نفسها من خلال وكالة دييزر الإعلانيّة في تشرين الأول / أكتوبر، وأمنت دييزر 8.4 مليون دولار عن طريق تمويل حصلت عليه من AGF، ليصل إجمالي الاستثمار في الشركة إلى 15.8 مليون دولار. اشتطرت دييزر التسجيل في موقعها في شباط / فبراير 2009، واستطاعت جمع بيانات أكثر دقة حول المستخدمين، وتمكّنت من تشغيل الإعلانات المستهدفة، في تشرين الثاني / نوفمبر 2009 بدأ تشغيل الإعلانات الصوتيّة بين الأغاني.
في 5 نوفمبر 2009، أطلقت شركة دييزر نموذجًا جديدًا يتكون من ثلاث مستويات للخدمات. دون إلغاء البث المجّاني، قدمت الشركة أيضًا خدمتي اشتراك - المستخدمين الذين يدفعون 4.99 يورو شهريًا يتلقون موسيقى عالية الجودة بدون إعلانات.- المستخدمين الذين يدفعون 9.99 يورو شهريًا يتمكنون من تحميل التطبيقات لأجهزة الكمبيوتر، بالإضافة إلى آندرويد، وبلاك بيري، والأجهزة المحمولة بنظام iOS.
في كانون الثاني / يناير 2010، تم استبدال الرئيس التنفيذي والمؤسس المشارك لدييزر جوناثان بيناسايا، وتم تعيين أكسل دوشز، وزاد عدد مشتركي دييزر بعدها من 15,000 إلى 12 مليون مستخدم.

### التوسع في المزيد من البلدان

توافر دييزر في العالم اعتبارا من آب / أغسطس.

بدأت دييزر في فرنسا في عام 2007. في 7 كانون الأول / ديسمبر 2011، وكانت الخدمة وقتها متاحة فقط في بلجيكا، فرنسا والمملكة المتحدة، أعلنت دييزر عن خطط للتوسع في جميع أنحاء العالم خلال الفترة المتبقية من عام 2011 وحتى عام 2012. وفقا للشركة، اعتزمت تقديم خدماتها إلى كل من أوروبا بحلول نهاية العام، وإلى الأمريكتين (باستثناء الولايات المتحدة) في نهاية كانون الثاني / يناير 2012 إلى أفريقيا وجنوب شرق آسيا بحلول نهاية شباط / فبراير، وبقية العالم (باستثناء اليابان) بحلول نهاية يونيو حزيران.
استغرق الأمر حتى 15 آذار / مارس 2012 لتصل الخدمة إلى جميع أنحاء أوروبا،  في حين أطلقت خدمة في أستراليا وكندا ونيوزيلندا في 25 نيسان / أبريل. في 8 حزيران / يونيه، أعلنت دييزر توفر خدماتها في 35 بلدا من بلدان أمريكا اللاتينية، باستثناء البرازيل كوبا أو فنزويلا. في 15 آب / أغسطس، أعلنت الشركة أنها سستوسع في إندونيسيا، ماليزيا، باكستان، الفلبين، سنغافورة وتايلاند في غضون عدة أسابيع.
في 8 تشرين الأول / أكتوبر 2012، دييزر أعلنت أنها تلقت 130 مليون دولار في التمويل من Access Industries
```
وستسخدمها للتوسع في بلدان أخرى. وبعد يومين أعلنت الشركة أنها قد توسعت إلى 76 سوق جديد، وبذلك أصبح الإجمالي 160 بلدا.
[
14
]
 في 21 كانون الأول / ديسمبر، أعلنت الشركة عن خدمة جديدة تقدم ساعتين مجّانية شهريًّا لسماع الموسيقى بلا إعلانات في جميع أنحاء العالم، وبذلك أصبحت الشركة الأولى التي تقدّم بثًّا موسيقيًّا مجّانياً خارج فرنسا.
[
15
]
 الرئيس التنفيذي للشركة قال أنه يبحث عن شريك لتوفير الخدمة في الولايات المتحدة، والذي يستطيع «توفير عدد كبير من المشتركين» للمساعدة في تعويض تكاليف دخول سوق الولايات المتحدة، تلك التكاليف التي سماها «تكاليف لا تصدّق».
```

اعتبارا من كانون الأول / ديسمبر 2012، كان هناك حوالي ثلاثة ملايين مشترك من أصل حوالي سبعة ملايين مستخدم، مع 20 مليون أغنية في المكتبة. بحلول عام 2016، وفقا للرئيس التنفيذي، أن الشركة تمتلك خمسة في المئة من الموسيقى العالمية.
في كانون الثاني / يناير 2013، دييزر أعلن التوسع في 22 دولة جديدة في جميع أنحاء أفريقيا، آسيا والبرازيل والشرق الأوسط والولايات المتحدة، لتتوفر في 182 دولة. غير أن الولايات المتحدة يقتصر على عدد محدود من الأجهزة. في تموز / يوليه 2016، أضافت دييزر في الولايات المتحدة إلى قائمة البلدان المدعومة. اعتبارا من شباط / فبراير عام 2018، كانت دييزر متاحة في 189 دولة.

### بعد التوسع
بعد هذا التوسع، أعلنت دييزر في عام 2013 شراكتها مع إل جي إلكترونيكس، إلكترونيات سامسونج، توشيبا التي شهدت توفر تطبيق دييزر على منصات التلفزيون الذكية، جنبا إلى جنب مع هوية العلامة التجارية الجديدة بالتعاون مع الرسام Mc bess.
منذ ذلك الحين، أصدرت دييزر عددًا من الإعلانات، بما في ذلك برنامج مكافآت المطور، واستوديو تطبيقات الهاتف المحمول، وترقيات واجهة برمجة التطبيقات،  إصدار تجريبي جديد وحصري من تطبيق الهاتف المحمول لمستخدمي آندرويد،  وتطبيق دييزر الجديد لنظام التشغيل ويندوز 8.
شهد أبريل 2013 أيضًا قيام دييزر بتحديث تطبيق iOS الخاص به بميزة التخزين المؤقت الذكية الجديدة، مما يسمح للتطبيق بتحديد وتذكر المسارات الأكثر تشغيلًا للمستخدم، حتى في المناطق ذات التغطية السيئة للشبكة.
في يونيو 2014، أعلن دييزر عن شراكة جديدة مع سامسونج تمنح مستخدمي سامسونج جلاكسي اس 5 في أوروبا اشتراكًا مجانيًا لمدة ستة أشهر في اشتراك دييزر بريميوم +. قامت سامسونج ودييزر بتوسيع شراكتهما من خلال تقديم اشتراك مجاني لمدة ستة أشهر في دييزر بريميوم + لمنتجات الصوت اللاسلكية (Multiroom) من سامسونج، بما في ذلك خط M5 وM7 من مكبرات الصوت اللاسلكية (Multiroom). عرضت سامسونج UK ودييزر هذا العرض مرة أخرى من 2016-2018.
في يونيو 2014، أعلن دييزر وجوجل أن جوجل كروم كاست سيدعم تطبيقات دييزر آندرويد وآيفون للسماح للمستخدمين بدفق الموسيقى من هواتفهم إلى أجهزة التلفزيون الخاصة بهم من خلال كروم كاست. أصبح دعم كروم كاست متاحًا لمستخدمي دييزر بريميوم بدءًا من 25 يونيو 2014 فصاعدًا في أستراليا وبلجيكا والبرازيل وكندا وفنلندا وفرنسا وألمانيا وهولندا والنرويج والبرتغال وكوريا الجنوبية وإسبانيا والسويد وسويسرا والمملكة المتحدة.
في سبتمبر 2014، أعلنت دييزر عن دييزر ايليت، وهي خدمة حصرية جديدة صُممت من أجل سونوس وبالشراكة معها. يوفر دييزر ايليت صوتًا بجودة الأقراص المضغوطة لمستخدمي أنظمة سونوس Hi-Fi في الولايات المتحدة. الخدمة متاحة في جميع أنحاء العالم لمستخدمي سونوس من دييزر فقط. دييزر ايليت «صوت عالي الدقة» هو جودة قرص مضغوط بدون فقدان (16 بت / 44.1 كيلو هرتز) وليس الصوت عالي الدقة أو «عالي الدقة». لا يدعم سونوس البث عالي الدقة (24/96 أو 24/192 أو ما شابه).
يقدم دييزر HiFi 36 مليون مسار من 16 بت / 44.1 كيلو هرتز من موسيقى جودة FLAC مقابل اشتراك شهري بقيمة 19.95 دولارًا في الولايات المتحدة. إنه «متاح فقط على أنظمة صوتية محددة وتطبيق سطح المكتب»، ويقدم تنزيلات للهواتف بسرعة 320 كيلو بت / ثانية.
في أكتوبر 2014، طرحت دييزر واجهة مستخدم جديدة لمشغل موقع الويب الخاص بها. رحب العديد من المستخدمين بهذا التغيير الجديد في التصميم.
في أكتوبر 2014، أعلنت دييزر أن منتجات شركة بوز ساوندتاتش وساوندلينك ستدعم الآن لخدمة دييزر بريميوم +. سيتم طرح هذه الشراكة أولاً في الولايات المتحدة ثم ستكون متاحة للمستخدمين في جميع أنحاء العالم.
في أكتوبر 2014، أعلن دييزر أن راديو ستيتشر ستندمج في دييزر. بحلول عام 2015، سيتمكن مستخدمو دييزر من استخدام ميزات راديو ستيتشر داخل دييزر.
في ديسمبر 2014، أعلنت دييزر وبيبسي عن شراكة لإنشاء (Midem Artist Accelerator) لدعم المديرين والعلامات التجارية أثناء تطويرهم لملفات فنانيهم. في يونيو 2016، باعت شركة راديو ستيتشر لشركة E.W. Scripps مقابل 4.5 مليون دولار 
في كانون الأول (ديسمبر) 2018، قامت دييزر بدمج (Triton Digital) لتحقيق الدخل من المستخدمين المجانيين بإعلانات صوتية برمجية. يدفع دييزر أيضًا إعلانات لافتة لـ (WAZE)، حتى للمشتركين المميزين.
في 7 تشرين الثاني (نوفمبر) 2019، أصدرت دييزر أداة سبليتير (Spleeter)، وهي أداة مفتوحة المصدر «لفصل مصدر الصوت» حيث تكون مكتوبة بلغة بايثون للبرمجة وتستخدم مكتبة التعلم الآلي تنسرفلو ونماذج مدربة مسبقاً لاستخراج الصوت «الجذع».
في سبتمبر 2020، انضمت دييزر إلى عدد من شركات التكنولوجيا في (Coalition for App Fairness) بقيادة إيبك غيمز للمطالبة بظروف أفضل لإدراج تطبيقاتها في متاجر التطبيقات في أبل وجوجل.

## الاندماج مع لاست إف إم
في يناير 2012، أعلن لاست إف إم أن دييزر سوف يندمج مع لاست إف إم، مما يسمح للمستخدمين بإرسال الأغاني من دييزر إلى حساب لاست إف إم الخاص بهم و«مسحها».

## المستخدمون والمشتركون
اعتبارًا من أكتوبر 2017، كان هناك ثلاثة أنواع من الاشتراكات، تتميز جميعها بتشغيل غير محدود للموسيقى، ودعم للأجهزة المحمولة. واشتراك (اكتشف) فقط هو الذي يتيح الوصول إلى ميزتي القائمة الموسيقية، والخليط الموسيقي للفنان على الأجهزة المحمولة.

### الجودة
بعض العناوين متوفرة أيضا في FLAC بمقابل مادي.
| الاشتراك     | السعر                                                     | الإعلانات | تخطي وتنقية                                                              | وضع غير متصل بالشبكة | التلفزيون، هيفي، سيارة دعم | جوجل كروم كاست الدعم | حسابات | جودة الصوت (kbit/s)   |
| ------------ | --------------------------------------------------------- | --------- | ------------------------------------------------------------------------ | -------------------- | -------------------------- | -------------------- | ------ | --------------------- |
| دييزر مجانا  | مجانا                                                     | مُضمنة     | 6 تخطيات متاحة لكل ساعة، وبلا إمكانية للتقدم أو الإعادة في تشغيل الأغنية | غير متاح             | متاح (محدود)               | متاح (محدود))        | 1      | MP3 جودة (128 kbit/s) |
| دييزر قسط    | 9.99 دولار/الشهر €9.99/الشهر؛ تجريبية مجانية لمدة 30 يوما | بلا       | عدد غير محدود من مرات التخطي وتقديم وإعادة تشغيل الأغاني                 | متاح                 | متاح                       | متاح                 | 1      | MP3 جودة (320 kbit/s) |
| دييزر الأسرة | $14.99 في الشهر €14.99/شهر                                | بلا       | عدد غير محدود من مرات التخطي وتقديم وإعادة تشغيل الأغاني                 | متاح                 | متاح                       | متاح                 | 6      | MP3 جودة (320 kbit/s) |

## الأجهزة المدعومة
دييزر متاح في:
- أندرويد (حصري طبعة بيتا من التطبيق هو متاح أيضا)
- الأطلسي التكنولوجيا الأطلسي التكنولوجيا Gatecrasher1 غرفة متعددة اللاسلكية نظام الصوت
- Bang & Olufsen التلفزيونات الذكية
- بلاك بيري 10 الأجهزة
- Bluesound الشبكة لاعب
- BMW ConnectedDrive
- بوس ساوندتاتش وساوندلينك المنتجات السمعية
- جوجل كروم كاست
- جوجل الرئيسية
- HEOS قبل دينون اللاسلكية متعددة الغرف النظام الصوتي
- هارمان كاردون أومني غرفة متعددة نظام الصوت
- دائرة الرقابة الداخلية الأجهزة
- جامبو، BIG JAMBOX & Mini JAMBOX من قبل عظم الفك
- أوقد النار HDX
- لوجيتك سقويزبوإكس
- ميني متصل
- NetRange خط التلفزيون نماذج (حادة، TCL، لوي فيتون وغيرها الكثير.)
- NuVo أنظمة الصوت اللاسلكية
- OS X (حاليا لا يزال في مرحلة تجريبية)
- باناسونيك التلفزيون
- الببغاء ASTEROID الكلاسيكية، الببغاء ASTEROID البسيطة، الببغاء ASTEROID اللوحي & الببغاء ASTEROID الذكية وأجهزة قبل الببغاء
- Philips TV
- فيليبس فيديليو، البث، بلوتوث محطات الإرساء
- رواد شبكة أجهزة Hi-Fi نظم
- Rocki
- روكو
- Roomplayer & Roomplayer مع أمبير بسيطة الصوت الموسيقى
- سامسونج M5، M7، HW-H750، HW-H751 Multiroom مكبرات الصوت اللاسلكية
- تلفزيون سامسونج الذكي
- سونوس أنظمة الصوت
- سوني السينما المنزلية Blu-ray النظام
- تيار 1، تيار 3 تيار المصدر Cabasse
- توشيبا التلفزيون
- WD TV
- WebOS التلفزيون (تلفزيون ال جي الذكي)
- ويندوز 8 أجهزة
- هاتف ويندوز 7
- هاتف ويندوز 8
- ويندوز 10 وويندوز موبايل 10
- أجهزة إكس بوكس 360 وإكس بوكس واحد
- ياماها/الخامس الاستقبال مع MusicCast - 2017 النماذج حتى

## وصلات خارجية
- الموقع الرسمي